# 比尔·塔尔伯特
比尔·塔尔伯特（英語：Bill Talbert，1918年9月4日—1999年2月28日），美国男子网球运动员。他曾获得法国网球公开赛男子双打冠军、美国网球公开赛男子双打冠军、混合双打冠军。